# Relativistiskt system
Inom matematiken definieras icke-autonomt system av ordinära differentialekvationer som en dynamisk ekvation på ett slätt fiberknippe {\displaystyle Q\to \mathbb {R} } över Misslyckades med att tolka formel. Se "Wikipedia:Matematiska uttryck" för information om hur formler skrivs. (SVG (MathML kan aktiveras via insticksmodul till webbläsaren): Ogiltigt svar ("Math extension cannot connect to Restbase.") från server "http://localhost:6011/sv.wikipedia.org/v1/":): {\displaystyle \mathbb R}
. Exempelvis är det ett fall av icke-autonom mekanik, men inte relativistisk mekanik. För att beskriva relativistisk mekanik bör ett system av ordinära differentialekvationer på en slät mångfald {\displaystyle Q} vars fibration över {\displaystyle \mathbb {R} } inte är fixt övervägas. Ett sådant system antar transformationer av en koordinat Misslyckades med att tolka formel. Se "Wikipedia:Matematiska uttryck" för information om hur formler skrivs. (SVG (MathML kan aktiveras via insticksmodul till webbläsaren): Ogiltigt svar ("Math extension cannot connect to Restbase.") från server "http://localhost:6011/sv.wikipedia.org/v1/":): {\displaystyle t}
 på Misslyckades med att tolka formel. Se "Wikipedia:Matematiska uttryck" för information om hur formler skrivs. (SVG (MathML kan aktiveras via insticksmodul till webbläsaren): Ogiltigt svar ("Math extension cannot connect to Restbase.") från server "http://localhost:6011/sv.wikipedia.org/v1/":): {\displaystyle \mathbb R}
 beroende på andra koordinater på {\displaystyle Q}. Därför kallas det för relativistiskt system. I synnerhet är speciell relativitet på Minkowskirummet {\displaystyle Q=\mathbb {R} ^{4}} av denna typ.
Eftersom ett konfigurationsrum {\displaystyle Q} av ett relativistiskt system inte har någon fördelaktig fibration över {\displaystyle \mathbb {R} }, är ett hastighetsrum av relativistiskt system en första ordningens strålmångfald {\displaystyle J_{1}^{1}Q} av endimensionella undermångfalder av {\displaystyle Q}. Begreppet strålundermångfald är en generalisering av sektionsstrålar av fiberknippen som används av kovariant klassisk kroppteori och icke-autonom mekanik. En första ordningens strålknippe Misslyckades med att tolka formel. Se "Wikipedia:Matematiska uttryck" för information om hur formler skrivs. (SVG (MathML kan aktiveras via insticksmodul till webbläsaren): Ogiltigt svar ("Math extension cannot connect to Restbase.") från server "http://localhost:6011/sv.wikipedia.org/v1/":): {\displaystyle J^1_1Q\to Q}
 är projektiv och – i enlighet med speciella relativitetsteorins terminologi – kan fibrer tänkas som ett absolut hastighetsrum i ett relativistiskt system. Givet koordinaterna på {\displaystyle (q^{0},q^{i})} på Misslyckades med att tolka formel. Se "Wikipedia:Matematiska uttryck" för information om hur formler skrivs. (SVG (MathML kan aktiveras via insticksmodul till webbläsaren): Ogiltigt svar ("Math extension cannot connect to Restbase.") från server "http://localhost:6011/sv.wikipedia.org/v1/":): {\displaystyle Q}
, är en första ordningens strålångfald {\displaystyle J_{1}^{1}Q} tillhandahållen med de justerade koordinaterna {\displaystyle (q^{0},q^{i},q_{0}^{i})} som har övergångsfunktioner
{\displaystyle q'^{0}=q'^{0}(q^{0},q^{k}),\quad q'^{i}=q'^{i}(q^{0},q^{k}),\quad {q'}_{0}^{i}=\left({\frac {\partial q'^{i}}{\partial q^{j}}}q_{0}^{j}+{\frac {\partial q'^{i}}{\partial q^{0}}}\right)\left({\frac {\partial q'^{0}}{\partial q^{j}}}q_{0}^{j}+{\frac {\partial q'^{0}}{\partial q^{0}}}\right)^{-1}.}
De relativistiska hastigheterna i ett relativistiskt system representeras av element av ett fiberknippe {\displaystyle \mathbb {R} \times TQ}, koordinerad av Misslyckades med att tolka formel. Se "Wikipedia:Matematiska uttryck" för information om hur formler skrivs. (SVG (MathML kan aktiveras via insticksmodul till webbläsaren): Ogiltigt svar ("Math extension cannot connect to Restbase.") från server "http://localhost:6011/sv.wikipedia.org/v1/":): {\displaystyle (\tau,q^\lambda,a^\lambda_\tau)}
, där Misslyckades med att tolka formel. Se "Wikipedia:Matematiska uttryck" för information om hur formler skrivs. (SVG (MathML kan aktiveras via insticksmodul till webbläsaren): Ogiltigt svar ("Math extension cannot connect to Restbase.") från server "http://localhost:6011/sv.wikipedia.org/v1/":): {\displaystyle TQ}
 är tangentknippet av {\displaystyle Q}. Då tolkas en generisk rörelseekvation av ett relativistiskt system i termer av relativistiska hastigheter av:
{\displaystyle \left({\frac {\partial _{\lambda }G_{\mu \alpha _{2}\ldots \alpha _{2N}}}{2N}}-\partial _{\mu }G_{\lambda \alpha _{2}\ldots \alpha _{2N}}\right)q_{\tau }^{\mu }q_{\tau }^{\alpha _{2}}\cdots q_{\tau }^{\alpha _{2N}}-(2N-1)G_{\lambda \mu \alpha _{3}\ldots \alpha _{2N}}q_{\tau \tau }^{\mu }q_{\tau }^{\alpha _{3}}\cdots q_{\tau }^{\alpha _{2N}}+F_{\lambda \mu }q_{\tau }^{\mu }=0,}
{\displaystyle G_{\alpha _{1}\ldots \alpha _{2N}}q_{\tau }^{\alpha _{1}}\cdots q_{\tau }^{\alpha _{2N}}=1.}
Exempelvis, om {\displaystyle Q} är Minkowskirummet med en Minkowskimetrik {\displaystyle G_{\mu \nu }}, är detta en ekvation av en relativistisk laddning i närvaro av ett elektromagnetiskt fält.